# Franz Litschauer
Franz Litschauer, né le 6 avril 1903 à Laa an der Thaya et mort le 29 février 1972 à Vienne, est un chef d'orchestre et compositeur autrichien.

## Biographie
Encore élève, Litschauer jouait déjà de la musique de chambre ainsi que dans un orchestre à Stockerau. Il a étudié à l'Académie de musique de Vienne, maintenant l'Académie de musique et des arts du spectacle de Vienne avec Joseph Marx pour la composition et avec Hermann Scherchen pour la direction  d'orchestre. De 1938 à 1941, il a été le directeur de l'Orchestre symphonique des femmes de Vienne et de 1947 à 1952 de l'Orchestre symphonique de Vienne. Il a fondé l'Orchestre de chambre de Vienne en 1946.
À partir de 1953, il a été généralement peu présent en Autriche. À partir de 1956, il a été pendant quatre ans chef d'orchestre de l'orchestre symphonique qu'il a fondé au Caire. Après cela, il a travaillé comme chef principal de l'Orchestre de la Radio grecque à Athènes. Par la suite, il a occupé des postes en Italie, au Canada et en Afrique du Sud.
Franz Litschauer était marié à la professeur de musique et violoncelliste Frieda Litschauer-Krause.